# Province Unite del Río de la Plata

In blu, le Province Unite del Río de la Plata nel 1823. La Provincia Orientale era stata invasa dal Brasile, così come l'Alto Perù, invaso sin dal Viceregno del Perù

Province Unite del Río de la Plata fu la denominazione utilizzata dallo Stato sorto dopo la Rivoluzione di Maggio del 1810 fino a circa metà del decennio del 1830. Lo Stato occupava i territori dell'attuale Argentina, Uruguay e l'attuale dipartimento boliviano di Tarija.

## Storia
Durante la dichiarazione di indipendenza del 9 luglio 1816 presero il nome di Province Unite del Sud America. A questa dichiarazione non presero parte le province confederate della Lega dei Popoli Liberi, che riconoscevano José Gervasio Artigas come "Protettore" e che avevano dichiarato l'indipendenza dalla Spagna nel protocongresso dell'arroyo de la China, oggi Concepción del Uruguay, nel 1815.
Il nome cadde quindi in disuso, essendo rimpiazzato con quello di Confederación Argentina, riferito già solamente al territorio argentino, fino al 1861 approssimativamente. Anche la bandiera, sebbene disegnata su modello di quella statunitense, contiene i colori azzurro e bianco della vecchia bandiera e condivide, insieme all'Argentina, il Sol de Mayo come simbolo nazionale.
Da allora, il nome República Argentina è quello abituale, sebbene la Costituzione argentina ammette i tre come nomi ufficiali, utilizzando il termine La Nación Argentina (Nazione argentina) nella formazione e nell'emissione delle leggi. L’area attuale dell’Uruguay funse da Stato cuscinetto tra l’odierna Argentina e quello che fu l’Impero del Brasile.

## Directores supremos
- Gervasio Antonio de Posadas (31 gennaio 1814 - 9 gennaio 1815)
- Carlos María de Alvear (9 gennaio 1815 - 15 aprile 1815)
- Juan José Viamonte (18 aprile 1815 - 20 aprile 1815)
- José Ignacio Álvarez Thomas (20 aprile 1815 - 16 aprile 1816)
- Antonio González Balcarce (16 aprile 1816 - 9 luglio 1816)
- Juan Martín de Pueyrredón (9 luglio 1816 - 9 giugno 1819)
- José Casimiro Rondeau (9 giugno 1819 - 11 febbraio 1820)
- Juan Pedro Julián Aguirre y López de Anaya (11 febbraio 1820 - 19 febbraio 1820)